# Ronen Bar
Ronen Bar (hebreu: רונן בר‎; 24 de desembre de 1966) és un oficial d'intel·ligència israelià. És el director de l'Agència de Seguretat d'Israel (coneguda habitualment com a Xin Bet, Xavak o ISA, per les seves sigles en anglès) des del 13 d'octubre de 2021. Va ser acomiadat el març del 2025, pero el Tribunal Superior d'Israel va suspendre el seu acomiadament.

## Biografia
Ronen Bar va néixer amb el nom de Ronen Berezovsky.
Ronen Bar es va unir a les es Forces de Defensa d'Israel el 1983 i va servir com a soldat a la unitat de Sayeret Matkal. Entre altres coses, va participar en la Operació "Ternura Alam". Després de ser donat de baixa de les FDI el 1987, va obrir una cafeteria a Tel-Aviv anomenada "Baghdad Cafe", i el 1993 es va allistar al Xin Bet.
És llicenciat en Ciències Polítiques i Filosofia amb honors per la Universitat de Tel-Aviv, i té un mestratge en Administració Pública de la Universitat Harvard (amb una beca de la Fundació Wexner). També parla àrab.
L'esposa de Bar, Dafna Agassi, és germana de l'empresari Shai Agassi.

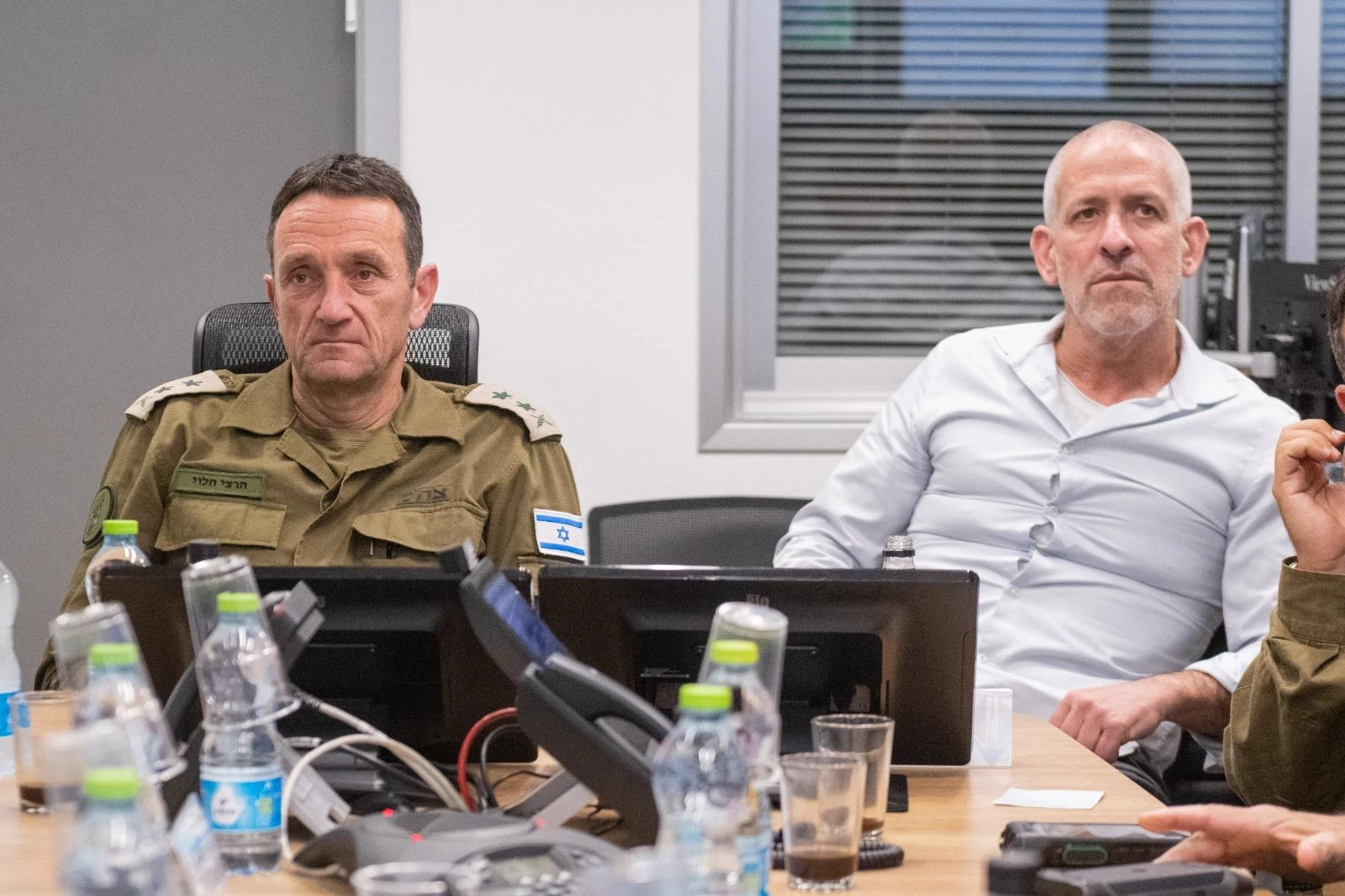
Bar amb el cap de l'estat major Herzi Halevi el 2023

### Funcions al Xin Bet
Es va incorporar al Xin Bet com a agent de camp el 1993 Va començar com a soldat de combat en una unitat operativa, i durant el seu servei va lluitar i va comandar moltes operacions a la Franja de Gaza, Judea, Samaria i el Líban. Va exercir com a comandant de camp i va dirigir l'equip de la unitat especial Yamam que va assassinar els germans Adel i Imad Awadallah, líders del braç militar de Hamàs, a Hebron el 1998.
El 2011 va ser nomenat cap de la Divisió d'Operacions de Xin Bet. Bar es va convertir en cap del departament de desenvolupament de recursos el 2016, i en cap adjunt del Xin Bet el 2018.
L'11 d'octubre de 2021 el primer ministre Naftali Bennett va nomenar Bar com a nou cap del Xin Bet, i la seva nominació va ser aprovada pel gabinet israelià el 13 d'octubre. S'espera que ocupi aquest càrrec fins al 2026.

## Guerra entre Israel i Gaza de 2023
La nit anterior a l'atac sorpresa, Bar va ser cridat a la seu del Xavak per informacions que havien arribat sobre signes d'un atac, però no les va interpretar com a indicatives d'un atac generalitzat i no va prendre mesures per avançat, més enllà d'enviar un equip a la Franja de Gaza. Aquesta decisió es va considerar com un error estrepitós de les mesures de defensa israelianes.
En una nota al seu personal feta pública el dilluns 16 d'octubre de 2023, Bar assumia la responsabilitat de no haver pogut frustrar l'atac de Hamàs del 7 d'octubre de 2023. "La responsabilitat és meva. Malgrat una sèrie d'accions que vam dur a terme, lamentablement, dissabte no vam poder establir la dissuasió suficient per frustrar l'atac", va escriure. "Hi haurà temps per a investigacions. Ara toca lluitar".

## Contrari del Govern Netanyahu
A Haaretz, diari israelià crítica envers Netanyahu, un article d'opinió deia al març del 2025 que Ronen Bar, la fiscal general Gali Baharav-Miara i el president de la cort suprema, Isaac Amit són les "tres persones que actualment són les úniques que impedeixen la transformació d'Israel, de mantenir l'estatus de democràcia –sota un atac sostingut del seu propi govern– , a una autocràcia nacional i messiànica que vora el feixisme". Netanyahu insinuava al febrer 2025, que Bar serà acomiadat si no demiteix.